# The Pick Of Destiny
The Pick of Destiny es el título del segundo álbum de estudio del grupo estadounidense de hard rock, Tenacious D, conformado por los actores y músicos Jack Black y Kyle Gass. El álbum a su vez conforma el soundtrack de la película del mismo nombre.
El álbum fue lanzado el 14 de noviembre de 2006, a través del sello discográfico Epic Records. Fue producido por John King de los Dust Brothers. Incluye apariciones de Meat Loaf, Ronnie James Dio y Dave Grohl.

## Lista de canciones
| N.º   | Título                                 | Duración |  |
| 1.    | «Kickapoo»                             | 4:14     |  |
| 2.    | «Classico»                             | 0:58     |  |
| 3.    | «Baby»                                 | 1:36     |  |
| 4.    | «Destiny»                              | 0:37     |  |
| 5.    | «History»                              | 1:42     |  |
| 6.    | «The Government Totally Sucks»         | 1:34     |  |
| 7.    | «Master Exploder»                      | 2:24     |  |
| 8.    | «The Divide» (Extracto de la película) | 0:22     |  |
| 9.    | «Papagenu (He's My Sassafrass)»        | 2:24     |  |
| 10.   | «Dude (I Totally Miss You)»            | 2:53     |  |
| 11.   | «Break In-City (Storm the Gate!)»      | 1:22     |  |
| 12.   | «Car Chase City»                       | 2:42     |  |
| 13.   | «Beelzeboss (The Final Showdown)»      | 5:35     |  |
| 14.   | «POD»                                  | 2:32     |  |
| 15.   | «The Metal»                            | 2:45     |  |
| 33:40 |                                        |          |  |

## Créditos

### Alineación principal
- Jack Black - Voz principal, Guitarra acústica, Coros
- Kyle Gass - Guitarra acústica, Voz secundaria, Coros

### Músicos invitados
- John Konesky - Guitarra eléctrica
- John Spiker - Bajo, Clavinet en pista 9, Coros en pista 12
- Dave Grohl - Batería, Voz en pista 13
- Meat Loaf - Voz en pista 1
- Ronnie James Dio - Voz en pista 1
- John King - Programación de batería en pista 9
- Casey Stone - Saxofón barítono y Piano en pista 1
- Liam Lynch - Guitarra y bajo adicionales en pista 11, Guitarra adicional en pista 13
- Andrew Gross - Arreglos orquestales

### Producción
- Producido por John King.
- Grabado en los estudios The Dell y 606 Studio. Con Ed Cherney, Nick Raskulinecz, John Spiker y Brad Breeck como asistentes de ingeniería.
- Mezclado por Ken Andrews.
- Masterizado por Tom Baker en Precision Mastering.

### Diseño
- Gregg Higgins, Michael Elins - Diseño de empaque
- Michael Elins - Fotografía